# مقررات در هوش مصنوعی
مقررات هوش مصنوعی توسعه بخش عمومی سیاست‌ها و قوانینی برای ترویج و تنظیم هوش مصنوعی یا (AI) است؛ بنابراین به تنظیم الگوریتم‌های گسترده‌تر مربوط می‌شود. چشم‌انداز مقرراتی و سیاست‌گذاری برای هوش مصنوعی یک موضوع در حال ظهور در حوزه‌های قضایی در سطح جهان، از جمله در اتحادیه اروپا و در نهادهای فراملی مانند OECD و IEEE و دیگران است. از سال ۲۰۱۶، موجی از دستورالعمل‌های اخلاقی هوش مصنوعی به منظور حفظ کنترل رفتاری بر این فناوری منتشر شده‌است.

## پیش زمینه
در سال 2017 Elon Musk خواستار تنظیم مقررات توسعه هوش مصنوعی شد.در پاسخ به پیشنهادات ماسک و فوریه ۲۰۱۷ قانونگذاران اتحادیه اروپا برای تنظیم مقررات هوش مصنوعی و روباتیک، مدیر عامل اینتل برایان کرزانیچ استدلال کرد که هوش مصنوعی در مراحل ابتدایی خود است و هنوز برای تنظیم این فناوری خیلی زود است.برخی از محققان به جای تلاش برای تنظیم خود فناوری، ایجاد هنجارهای مشترک از جمله الزام‌ها آزمایش و شفافیت الگوریتم‌ها را پیشنهاد کردند.

## دیدگاه‌ها
قوانین هوش مصنوعی توسعه سیاست‌ها و قوانین بخش عمومی برای ترویج و تنظیم هوش مصنوعی است. در حال حاضر مقررات به‌طور کلی برای تشویق در زمینه هوش مصنوعی و مدیریت ریسک‌های مرتبط با آن ضروری در نظر گرفته می‌شود. ملاحظات مدیریت دولتی و سیاست گذاری عموماً بر پیامدهای فنی و اقتصادی و بر سیستم‌های هوش مصنوعی قابل اعتماد و انسان محور متمرکز هستند. رویکرد اصلی به مقررات روی خطرات و سوگیری‌های فناوری زیربنایی هوش مصنوعی، به عنوان مثال، الگوریتم‌های یادگیری ماشینی، در سطح داده‌های ورودی، آزمایش الگوریتم، و مدل تصمیم‌گیری، و همچنین اینکه آیا توضیح سوگیری‌ها در کد می‌تواند برای گیرندگان احتمالی فناوری قابل درک باشد و از نظر فنی انتقال آن برای تولیدکنندگان امکان‌پذیر باشد.
مقررات هوش مصنوعی می‌تواند از اصول اولیه نشات بگیرد. مرکز برکمن کلاین برای اینترنت و جامعه در سال ۲۰۲۰ از مجموعه‌های اصول موجود، مانند اصول Asilomar و اصول پکن، هشت اصل اساسی را شناسایی کرد: حریم خصوصی، مسئولیت‌پذیری، ایمنی و امنیت، شفافیت و توضیح‌پذیری، انصاف و غیرقانونی. تبعیض، کنترل انسانی تکنولوژی، مسئولیت حرفه ای و احترام به ارزش‌های انسانی.قوانین و مقررات هوش مصنوعی به سه موضوع اصلی تقسیم شده‌است، یعنی حاکمیت سیستم‌های اطلاعاتی مستقل، مسئولیت و پاسخگویی در قبال سیستم‌ها، و مسائل مربوط به حریم خصوصی و ایمنی. یک رویکرد مدیریت دولتی رابطه ای بین قانون و مقررات هوش مصنوعی، اخلاق هوش مصنوعی، و «جامعه هوش مصنوعی» را می‌بیند که به عنوان جایگزینی و تغییر نیروی کار، پذیرش اجتماعی و اعتماد به هوش مصنوعی، و تحول تعریف می‌شود. تعامل انسان با ماشین توسعه استراتژی‌های بخش عمومی برای مدیریت و تنظیم هوش مصنوعی در سطح محلی، ملی ضروری است.

## راهنمایی جهانی
توسعه یک هیئت حاکمیت جهانی برای تنظیم توسعه هوش مصنوعی حداقل در اوایل سال ۲۰۱۷ پیشنهاد شد. در دسامبر ۲۰۱۸، کانادا و فرانسه برنامه‌هایی را برای تشکیل یک پنل بین‌المللی هوش مصنوعی تحت حمایت G7، با الگوبرداری از هیئت بین‌دولتی تغییرات آب‌وهوایی برای مطالعه اثرات جهانی هوش مصنوعی بر مردم و اقتصاد اعلام کردند. و توسعه هوش مصنوعی را هدایت کند. در سال ۲۰۱۹، پانل به مشارکت جهانی در زمینه هوش مصنوعی تغییر نام داد.
سازمان مشارکت جهانی در زمینه هوش مصنوعی در ژوئن ۲۰۲۰ راه اندازی شد و بیان می‌کند که نیاز به توسعه هوش مصنوعی مطابق با حقوق بشر و ارزش‌های دموکراتیک برای اطمینان از اعتماد عمومی و اعتماد به این فناوری، همان‌طور که در OECD بیان شده‌است. اصول هوش مصنوعی اعضای مؤسس مشارکت جهانی در زمینه هوش مصنوعی استرالیا، کانادا، اتحادیه اروپا، فرانسه، آلمان، هند هستند. ایتالیا، ژاپن، جمهوری کره، مکزیک، نیوزیلند، سنگاپور، اسلوونی، ایالات متحده آمریکا و بریتانیا. دبیرخانه GPAI توسط OECD در پاریس، فرانسه میزبانی می‌شود. مأموریت GPAI چهار موضوع را پوشش می‌دهد که دو مورد از آنها توسط مرکز بین‌المللی تخصص در مونترال برای پیشرفت هوش مصنوعی پشتیبانی می‌شود، یعنی هوش مصنوعی مسئول و حاکمیت داده. یک مرکز تعالی متناظر در پاریس که هنوز شناسایی نشده‌است، از دو موضوع دیگر در مورد آینده کار و نوآوری و تجاری سازی حمایت خواهد کرد. GPAI همچنین بررسی خواهد کرد که چگونه می‌توان از هوش مصنوعی برای پاسخ به همه‌گیری کووید-۱۹ استفاده کرد.
در سازمان ملل، چندین نهاد شروع به ترویج و بحث در مورد جنبه‌های مقررات و سیاست‌های هوش مصنوعی کرده‌اند، از جمله مرکز هوش مصنوعی و رباتیک در یونسکو چهلمین جلسه علمی در نوامبر ۲۰۱۹، این سازمان یک فرایند دو ساله را برای دستیابی به «ابزار تنظیم استاندارد جهانی در زمینه اخلاق هوش مصنوعی» آغاز کرد. برای دستیابی به این هدف، انجمن‌ها و کنفرانس‌های یونسکو در مورد هوش مصنوعی برای جمع‌آوری دیدگاه‌های ذینفعان برگزار شده‌است. جدیدترین پیش‌نویس متن توصیه‌ای دربارهٔ اخلاق هوش مصنوعی گروه تخصصی ویژه یونسکو در سپتامبر ۲۰۲۰ صادر شد و شامل درخواستی برای پر کردن شکاف‌های قانونی است.

## مقررات منطقه ای و ملی
چشم‌انداز مقررات و سیاست برای هوش مصنوعی یک موضوع در حال ظهور در حوزه‌های قضایی در سراسر جهان، از جمله در اتحادیه اروپا است.و روسیه از اوایل سال ۲۰۱۶، بسیاری از مقامات ملی، منطقه‌ای و بین‌المللی اتخاذ استراتژی‌ها، برنامه‌های اقدام و اسناد سیاستی در زمینه هوش مصنوعی را آغاز کرده‌اند. این اسناد طیف گسترده‌ای از موضوعات مانند مقررات و حاکمیت و همچنین استراتژی صنعتی، تحقیقات، استعدادها و زیرساخت‌ها را پوشش می‌دهد.

### کانادا
«استراتژی هوش مصنوعی پان-کانادایی» (۲۰۱۷) با بودجه فدرال ۱۲۵ میلیون دلاری با هدف افزایش تعداد محققان برجسته هوش مصنوعی و فارغ التحصیلان ماهر در کانادا، ایجاد گره‌های برتری علمی در سه کشور اصلی پشتیبانی می‌شود. مراکز هوش مصنوعی، توسعه «رهبری فکری جهانی» در زمینه پیامدهای اقتصادی، اخلاقی، سیاستی و حقوقی پیشرفت‌های هوش مصنوعی و حمایت از جامعه تحقیقاتی ملی که روی هوش مصنوعی کار می‌کنند. برنامه CIFAR AI کانادا سنگ بنای استراتژی است. این سازمان از بودجه ۸۶٫۵ میلیون دلاری Can در طول پنج سال برای جذب و حفظ محققان مشهور هوش مصنوعی بهره می‌برد.
دولت فدرال در می ۲۰۱۹ شورای مشورتی هوش مصنوعی را با تمرکز بر بررسی چگونگی ایجاد نقاط قوت کانادا برای اطمینان از اینکه پیشرفت‌های هوش مصنوعی منعکس کننده ارزش‌های کانادایی مانند حقوق بشر، شفافیت و باز بودن است، منصوب کرد. شورای مشورتی هوش مصنوعی یک گروه کاری برای استخراج ارزش تجاری از هوش مصنوعی و تجزیه و تحلیل داده متعلق به کانادا ایجاد کرده‌است. در سال ۲۰۲۰، دولت فدرال و دولت کبک از افتتاح مرکز بین‌المللی تخصص در مونترال برای پیشرفت هوش مصنوعی خبر دادند که باعث پیشرفت مسئولانه توسعه هوش مصنوعی می‌شود.

### چین
مقررات هوش مصنوعی در چین عمدتاً تحت نظارت شورای ایالتی PRC «برنامه توسعه هوش مصنوعی نسل بعدی» (سند شماره ۳۵ شورای ایالتی) در ۸ ژوئیه ۲۰۱۷، که در آن مرکزی کمیته حزب کمونیست چین و شورای دولتی جمهوری خلق چین از نهادهای حاکم چین خواستند تا توسعه هوش مصنوعی را ترویج کنند. تنظیم مسائل مربوط به حمایت اخلاقی و قانونی برای توسعه هوش مصنوعی در حال شکل‌گیری است، اما سیاست کنترل دولتی شرکت‌های چینی و داده‌های ارزشمند را تضمین می‌کند، از جمله ذخیره‌سازی داده‌های کاربران چینی در داخل کشور و استفاده اجباری از ملیت جمهوری خلق چین. استانداردهای AI، از جمله داده‌های بزرگ، محاسبات ابری، و نرم‌افزارهای صنعتی. در سال ۲۰۲۱، چین دستورالعمل‌های اخلاقی برای استفاده از هوش مصنوعی در چین منتشر کرد که بیان می‌کند محققان باید اطمینان حاصل کنند که AI رعایت می‌شود. با ارزش‌های مشترک انسانی، همیشه تحت کنترل انسان است و امنیت عمومی را به خطر نمی‌اندازد.

### شورای اروپا
شورای اروپا (CoE) یک سازمان بین‌المللی است که دموکراسی حقوق بشر و حاکمیت قانون را ترویج می‌کند و شامل ۴۷ کشور عضو، از جمله تمامی ۲۹ امضاکننده اعلامیه همکاری اتحادیه اروپا در زمینه هوش مصنوعی در سال ۲۰۱۸ است. CoE یک فضای حقوقی مشترک ایجاد کرده‌است که در آن اعضا تعهد قانونی برای تضمین حقوق مندرج در کنوانسیون اروپایی حقوق بشر دارند. به‌طور خاص در رابطه با هوش مصنوعی، «هدف شورای اروپا شناسایی مناطق متقاطع بین هوش مصنوعی و استانداردهای ما در مورد حقوق بشر، دموکراسی و حاکمیت قانون، و ایجاد راه حل‌های مربوط به تنظیم استاندارد یا ظرفیت سازی است». تعداد زیادی از اسناد مرتبط شناسایی شده توسط CoE شامل دستورالعمل‌ها، منشورها، اوراق، گزارش‌ها و استراتژی‌ها می‌باشد.

### ایالات متحده
بحث در مورد مقررات هوش مصنوعی در ایالات متحده شامل موضوعاتی مانند به موقع بودن تنظیم هوش مصنوعی، ماهیت چارچوب نظارتی فدرال برای اداره و ارتقای هوش مصنوعی، از جمله اینکه چه آژانسی باید رهبری کند، اختیارات نظارتی و حاکمیتی آن آژانس، و چگونگی به روز رسانی مقررات در مواجهه با تکنولوژی به سرعت در حال تغییر و همچنین نقش دولت‌ها و دادگاه‌های ایالتی می‌باشد. در اوایل سال ۲۰۱۶، دولت اوباما شروع به تمرکز بر خطرات و مقررات هوش مصنوعی کرده بود. در گزارشی با عنوان آینده هوش مصنوعی علم و فناوری ملی شورا سابقه ای ایجاد کرد تا محققان به توسعه فناوری‌های جدید هوش مصنوعی با محدودیت‌های اندک ادامه دهند. در این گزارش آمده‌است که "رویکرد مقررات مربوط به محصولات مجهز به هوش مصنوعی برای محافظت از ایمنی عمومی باید با ارزیابی جنبه‌های خطر آگاه شود…" این خطرات دلیل اصلی ایجاد هر نوع مقرراتی خواهد بود، با توجه به اینکه هر مقررات موجود برای فناوری هوش مصنوعی اعمال نمی‌شود.

## تنظیم سلاح‌های کاملاً خودمختار
سؤالات حقوقی مربوط به سلاح خودمختار مرگبار (قانون)، به‌ویژه انطباق با قانون بین‌المللی بشردوستانه، از سال ۲۰۱۳ در سازمان ملل مورد بحث قرار گرفته‌است. متن کنوانسیون برخی سلاح‌های متعارف. قابل ذکر است، جلسات غیررسمی کارشناسان در سال‌های ۲۰۱۴، ۲۰۱۵ و ۲۰۱۶ برگزار شد و گروهی از کارشناسان دولتی (GGE) برای بررسی بیشتر در مورد این موضوع در سال ۲۰۱۶ منصوب شدند. مجموعه‌ای از اصول راهنما در مورد قوانین مورد تأیید GGE در قوانین در 2018.